# Massacre

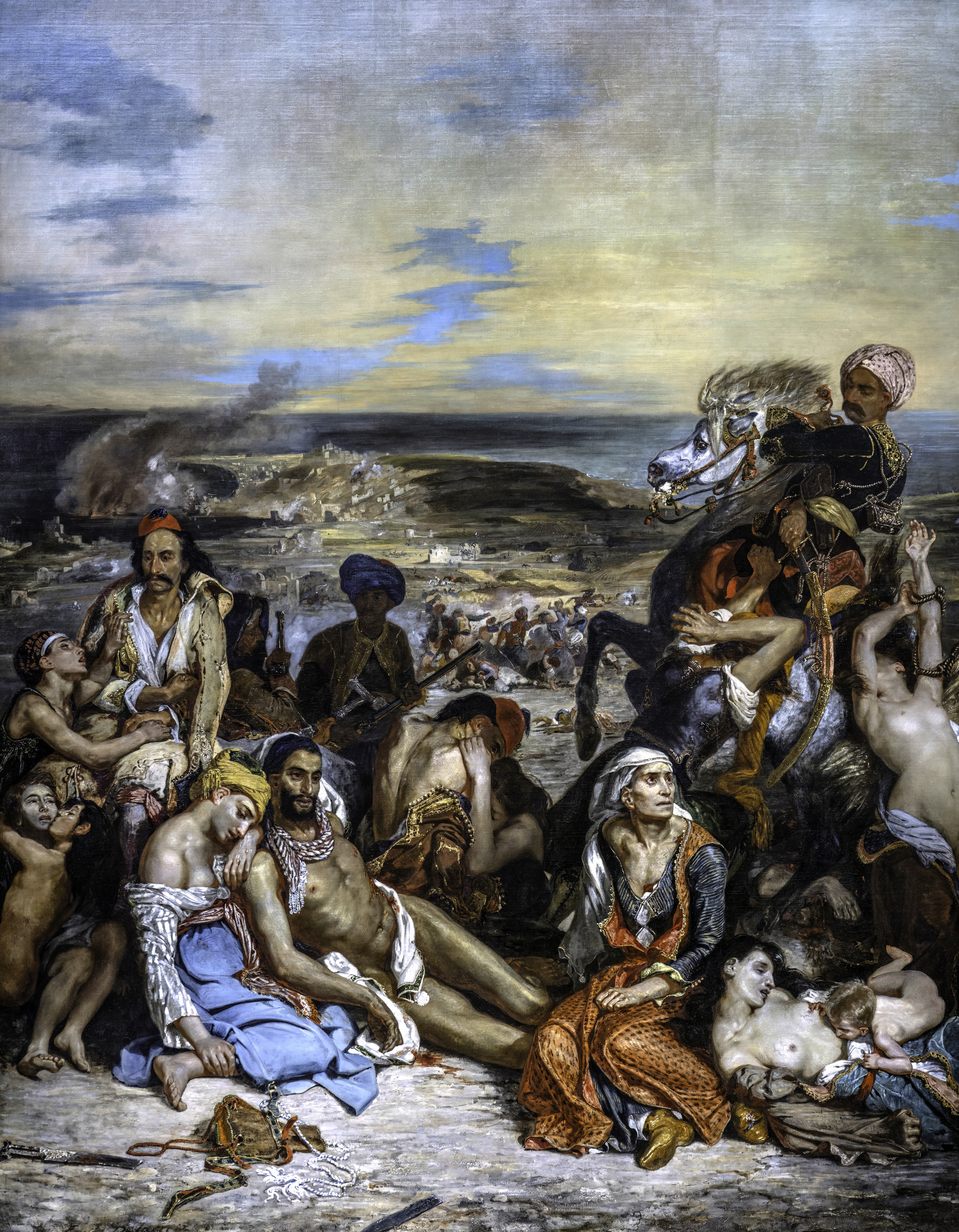
Le Massacre de Scio (“O massacre de Quios”), uma pintura (1824) por Eugène Delacroix que retrata o massacre de gregos na ilha de Quios pelas tropas otomanas durante a Guerra da Independência Grega em 1822.

Um massacre é um evento que envolve a morte de pessoas que não estão envolvidas em hostilidades ou que estão indefesas. Geralmente é usado para descrever um assassinato seletivo de civis em massa por um grupo ou pessoa armada.
A palavra é um empréstimo de um termo francês para “açougue” ou “carnificina”. Outros termos com escopo sobreposto incluem crimes de guerra, pogrom, assassinato em massa e assassinatos extrajudiciais.

## Etimologia
Massacre deriva da palavra macacre do francês médio do final do século XVI, que significa “matadouro” ou “açougue”. Outras origens são duvidosas, embora possam estar relacionadas ao latim macellum “loja de provisões, açougue”.
A palavra do francês médio macecr “açougue, carnificina” foi registrada pela primeira vez no final do século XI. Seu uso principal permaneceu no contexto do abate de animais (na terminologia da caça, referindo-se à cabeça de um veado) até o século XVIII. O uso de macecre “carnificina” no assassinato em massa de pessoas data do século XII, implicando que as pessoas eram “abatidas como animais”. O termo não implicava necessariamente uma multidão de vítimas, por exemplo, Fénelon em Dialogue des Morts (1712) usa l'horride massacre de Blois (“o horrível massacre no [castelo de] Blois”) do assassinato de Henrique I, duque de Guise (1588), enquanto Boileau, Satires XI (1698) tem L'Europe fut un champ de massacre et d'horreur “A Europa era um campo de massacre e horror” das guerras religiosas europeias.
A palavra francesa foi emprestada ao inglês na década de 1580, especificamente no sentido de “massacre indiscriminado de um grande número de pessoas”. É usada em referência ao massacre da noite de São Bartolomeu em The Massacre at Paris, de Christopher Marlowe. O termo é novamente usado em 1695 para as Vésperas Sicilianas de 1281, chamado de “aquele famoso Massacre dos Franceses na Sicília” na tradução inglesa de De quattuor monarchiis por Johannes Sleidanus (1556), traduzindo illa memorabilis Gallorum clades per Siciliam, ou seja, massacre é aqui usado como a tradução dos clados latinos “martelar, quebrar; destruição”. O uso do termo na historiografia foi popularizado pela A História do Declínio e Queda do Império Romano de Gibbon (1781–1789), que usou, por exemplo, “massacre dos latinos” em relação ao assassinato de católicos romanos em Constantinopla em 1182. O banho de sangue de Åbo também foi descrito como uma espécie de massacre, que foi um castigo em massa realizado na Antiga Grande Praça de Turku em 10 de novembro de 1599, no qual 14 oponentes do Duque Carlos (mais tarde rei Carlos IX) na Finlândia foram decapitados; na Batalha entre o Duque Carlos e Sigismundo, o Duque Carlos derrotou as tropas do Rei Sigismundo na Batalha de Stångebro, na Suécia, em 1598 e depois fez uma expedição à Finlândia, onde derrotou a resistência durante a Guerra do Porrete e executou o estamento em Turku sem consultar os principais nobres da Finlândia.
Um dos primeiros usos do termo no retrato propagandístico dos eventos atuais foi o “Massacre de Boston” de 1770, que foi empregado para construir apoio para a Revolução Americana. Um panfleto com o título “Uma breve narrativa do horrível massacre em Boston, perpetrado na noite do quinto dia de março de 1770, por soldados do 29º regimento”, foi impresso em Boston ainda em 1770.
O termo massacre começou a ser usado inflacionariamente no jornalismo na primeira metade do século XX. Na década de 1970, também poderia ser usado de forma puramente metafórica, para eventos que não envolvem mortes, como o Massacre de Sábado à Noite — as demissões e renúncias de nomeados políticos durante o Caso Watergate de Richard Nixon.

## Definições
Robert Melson (1982), no contexto dos “massacres hamidianos”, usou uma “definição de trabalho básica” de  “por massacre entenderemos o assassinato intencional por atores políticos de um número significativo de pessoas relativamente indefesas... os motivos para o massacre não precisam ser racionais para que os assassinatos sejam intencionais... Os assassinatos em massa podem ser realizados por vários motivos, incluindo em resposta a rumores falsos... o massacre político... deve ser distinguido de assassinatos em massa criminosos ou patológicos... como corpos políticos, incluímos, é claro, o Estado e suas agências, mas também atores não estatais...”
Da mesma forma, Levene (1999) tenta uma classificação objetiva de “massacres” ao longo da história, tomando o termo para se referir a assassinatos perpetrados por grupos que utilizam força esmagadora contra vítimas indefesas. Ele excluiu certos casos de execuções em massa, exigindo que os massacres tenham a qualidade de serem moralmente inaceitáveis.
O termo “massacre fractal” foi dado a dois fenômenos diferentes, o primeiro sendo a fratura das tribos aborígines ao matar mais de 30% da tribo em uma de suas missões de caça, e o segundo sendo dado ao fenômeno de muitas pequenas mortes somando-se a um genocídio maior.